# Брајовићи
Брајовићи је насеље у општини Даниловград у Црној Гори. Према попису из 2003. било је 284 становника (према попису из 1991. било је 140 становника).

## Демографија
У насељу Брајовићи живи 199 пунолетних становника, а просечна старост становништва износи 35,9 година (37,0 код мушкараца и 35,0 код жена). У насељу има 80 домаћинстава, а просечан број чланова по домаћинству је 3,55.
Ово насеље је углавном насељено Црногорцима (према попису из 2003. године).
|  |

| Демографија | Демографија | Демографија |
| Година      | Становника  | Становника  |
| ----------- | ----------- | ----------- |
|             |             |             |
|             |             |             |
|             |             |             |
|             |             |             |
| 1948.       | 383         |             |
| 1953.       | 270         |             |
| 1961.       | 275         |             |
| 1971.       | 252         |             |
| 1981.       | 248         |             |
| 1991.       | 140         | 140         |
| 2003.       | 284         | 284         |
|             |             |             |

| Етнички састав према попису из 2003.‍ | Етнички састав према попису из 2003.‍ | Етнички састав према попису из 2003.‍ | Етнички састав према попису из 2003.‍ | Етнички састав према попису из 2003.‍ |
| ------------------------------------ | ------------------------------------ | ------------------------------------ | ------------------------------------ | ------------------------------------ |
|                                      |                                      |                                      |                                      |                                      |
| Црногорци                            | Црногорци                            |                                      | 228                                  | 80,28%                               |
| Срби                                 | Срби                                 |                                      | 19                                   | 6,69%                                |
| Југословени                          | Југословени                          |                                      | 8                                    | 2,81%                                |
| Хрвати                               | Хрвати                               |                                      | 1                                    | 0,35%                                |
| Немци                                | Немци                                |                                      | 1                                    | 0,35%                                |
| непознато                            | непознато                            |                                      | 5                                    | 1,76%                                |

| Година пописа     | 1948. | 1953. | 1961. | 1971. | 1981. | 1991. | 2003. |
| ----------------- | ----- | ----- | ----- | ----- | ----- | ----- | ----- |
| Број домаћинстава | 103   | 78    | 66    | 70    | 64    | 46    | 80    |

| Број чланова      | 1  | 2  | 3  | 4 | 5  | 6  | 7 | 8 | 9 | 10 и више | Просек |
| ----------------- | -- | -- | -- | - | -- | -- | - | - | - | --------- | ------ |
| Број домаћинстава | 80 | 15 | 17 | 8 | 10 | 17 | 9 | 1 | 2 | 1         | 0      |

| Пол    | Укупно | Неожењен/Неудата | Ожењен/Удата | Удовац/Удовица | Разведен/Разведена | Непознато |
| ------ | ------ | ---------------- | ------------ | -------------- | ------------------ | --------- |
| Мушки  | 112    | 43               | 59           | 7              | 1                  | 2         |
| Женски | 109    | 29               | 57           | 17             | 2                  | 4         |
| УКУПНО | 221    | 72               | 116          | 24             | 3                  | 6         |

| Пол    | Укупно                    | Пољопривреда, лов и шумарство | Рибарство                            | Вађење руде и камена | Прерађивачка индустрија       |
| ------ | ------------------------- | ----------------------------- | ------------------------------------ | -------------------- | ----------------------------- |
| Мушки  | 46                        | 4                             | 0                                    | 0                    | 6                             |
| Женски | 16                        | 1                             | 0                                    | 0                    | 2                             |
| УКУПНО | 62                        | 5                             | 0                                    | 0                    | 8                             |
| Пол    | Производња и снабдевање   | Грађевинарство                | Трговина                             | Хотели и ресторани   | Саобраћај, складиштење и везе |
| Мушки  | 0                         | 5                             | 4                                    | 0                    | 6                             |
| Женски | 0                         | 0                             | 5                                    | 0                    | 1                             |
| УКУПНО | 0                         | 5                             | 9                                    | 0                    | 7                             |
| Пол    | Финансијско посредовање   | Некретнине                    | Државна управа и одбрана             | Образовање           | Здравствени и социјални рад   |
| Мушки  | 1                         | 4                             | 8                                    | 2                    | 0                             |
| Женски | 0                         | 1                             | 2                                    | 3                    | 1                             |
| УКУПНО | 1                         | 5                             | 10                                   | 5                    | 1                             |
| Пол    | Остале услужне активности | Приватна домаћинства          | Екстериторијалне организације и тела | Непознато            | Непознато                     |
| Мушки  | 4                         | 0                             | 0                                    | 2                    | 2                             |
| Женски | 0                         | 0                             | 0                                    | 0                    | 0                             |
| УКУПНО | 4                         | 0                             | 0                                    | 2                    | 2                             |